# Saint-Aubin (Noorderdepartement)
Saint-Aubin is een gemeente in het Franse Noorderdepartement (regio Hauts-de-France) en telt 392 inwoners (1999). De plaats maakt deel uit van het arrondissement Avesnes-sur-Helpe.

## Geografie
De oppervlakte van Saint-Aubin bedraagt 10,1 km², de bevolkingsdichtheid is 38,8 inwoners per km².
De onderstaande kaart toont de ligging van Saint-Aubin (Noorderdepartement) met de belangrijkste infrastructuur en aangrenzende gemeenten.

## Demografie
Onderstaande figuur toont het verloop van het inwonertal (bron: INSEE-tellingen).

1. ↑  Populations de référence 2022.